# Little Mitchell River
Der Little Mitchell River ist ein Fluss in der Region Far North Queensland im Nordosten des australischen Bundesstaates Queensland.

## Geographie

### Flusslauf
Der Fluss entspringt rund 175 Kilometer nordwestlich von Cairns in den Atherton Tablelands, einem Teil der Great Dividing Range. Er fließt nach Westen und ab dem Zufluss des Mountain Creek nach Südwesten. Ungefähr drei Kilometer nordwestlich von Mount Mulgrave mündet er in den Mitchell River.

### Nebenflüsse mit Mündungshöhen
Der Fluss hat folgende Nebenflüsse:
- Mountain Creek – 175 m